# Noorderhaaks
Noorderhaaks, también llamado Razende Bol, es un islote arenoso situado al sudoeste de Texel (a la cual pertenece administrativamente). Su origen es atribuible a las corrientes que se generan en el estrecho de Marsdiep (que separa Den Helder de Texel) por efecto de la marea y el llenado y vaciado del mar de Frisia. Sin equipamiento para fijarlo, se desplaza a una velocidad de 100 metros al año en dirección al estrecho, por lo que se especula sobre si se acabará uniendo a Texel.
Es utilizado por los militares holandeses como campo de entrenamiento. Aun así, se le considera bastante virgen, y sirve de refugio a diversas especies de aves y focas.
Su superficie corresponde a la de una ciudad mediana, con unos 3 kilómetros de longitud.
- Datos: Q1483775
- Multimedia: Noorderhaaks / Q1483775